# Ameno (Lied)
Ameno ist ein Lied des französischen Musikprojekts Era. Der Song ist die erste Singleauskopplung des Debütalbums Era und wurde im Juni 1996 in Frankreich veröffentlicht. In Deutschland erschien er am 10. November 1997.

## Inhalt
Ameno ist in Pseudolateinischer Sprache verfasst, wobei der Text keine tiefere Bedeutung hat. Der Gesang stammt von Harriet Jay und Guy Protheroe und ist im Stil der Gregorianik gehalten.

“Oma nare imperavi emu nare, ameno

Oma nare imperavi emu nare

Ameno, ameno do re-, ameno dori me

Ameno dori me, ameno do”

## Produktion
Der Song wurde von Era-Gründer Éric Lévi produziert, der zusammen mit Guy Protheroe auch als Autor des Stücks fungierte.

## Musikvideos
Zu Ameno wurden zwei verschiedene Musikvideos veröffentlicht. Das erste Video zeigt eine kleine Gruppe Kinder, die durch eine Hügellandschaft laufen und dabei zu einem Monument kommen. Ein Mädchen berührt das Denkmal und taucht daraufhin in eine mittelalterliche Welt ein. In dieser Welt lässt sie einen Greifvogel von ihrer Hand aus fliegen und errichtet mit anderen Kindern ein Lager neben dem Monument. Ein Ritter reitet auf seinem Pferd durch die Landschaft und gelangt schließlich ebenfalls zum Denkmal, welches er versucht, mit seinem Schwert zu zerstören und dabei scheitert. Nun nimmt das Mädchen das Schwert und spaltet mit ihm das Monument, woraufhin ein Amulett zum Vorschein kommt, das sie sich umhängt. Anschließend springt die Handlung wieder in die moderne Zeit und das Mädchen trägt das Amulett noch immer. Das Video verzeichnet auf YouTube über 14 Millionen Aufrufe (Stand: Oktober 2024).
Die Landschaft ist die Umgebung des Berges Montsegur in den Pyrenäen, der letzten Fluchtburg der Katharer. (Die Katharer waren Christen, aber keine Katholiken. Papst Innozenz III erklärte ihnen den Kreuzzug.) Das Monument wurde zu Ehren der dort 1244 auf dem Scheiterhaufen verbrannten 200 Katharer auf dem "Prat dels Cremats" (Feld der Verbrannten) errichtet, allerdings erst 1960. Das Amulett ist ein Katharer-Kreuz.
Das zweite Video spielt ebenfalls im Mittelalter und zeigt eine junge Frau, der in einer Burg ein Schwert überreicht wird. Vor dem Schloss befindet sich eine Gruppe Ritter auf ihren Pferden, die dieses angreifen wollen. Weitere Frauen versuchen, die Reiter mit Zaubersprüchen zu belegen, woraufhin diese teilweise von ihren Pferden stürzen und sich vorerst zurückziehen. Auf der Burg regiert ein Kind als König, das auf einem Feld von den Rittern angegriffen wird. Doch die Frau wirft nun das Schwert hinunter, wodurch die Angreifer erneut von ihren Pferden fallen und der König gerettet wird. Dieses Video wurde auf YouTube mehr als 154 Millionen Mal aufgerufen (Stand: Oktober 2024).

## Single

### Covergestaltung
Das Singlecover zeigt den Schriftzug eRa sowie ein Schwert. Am oberen Bildrand befindet sich der Titel Ameno in Weiß, während im Hintergrund lateinische Schrift auf hellbraunem Untergrund zu sehen ist.

### Titelliste
1. Ameno (Remix) – 3:45
2. Ameno – 4:18

### Chartplatzierungen
Ameno stieg am 5. Januar 1998 auf Platz 95 in die deutschen Singlecharts ein und erreichte sieben Wochen später mit Rang zwölf die höchste Platzierung. Insgesamt hielt sich der Song 22 Wochen lang in den Top 100. Zudem belegte die Single Position zwei in Wallonien sowie Platz fünf in Frankreich und Schweden. In den deutschen Single-Jahrescharts 1998 erreichte das Lied Rang 61.
| ChartsChartplatzierungen | Höchstplatzierung | Wochen |
| ------------------------ | ----------------- | ------ |
| Deutschland (GfK)        | 12 (22 Wo.)       | 22     |
| Frankreich (SNEP)        | 5 (24 Wo.)        | 24     |

| ChartsJahrescharts (1998) | Platzierung |
| ------------------------- | ----------- |
| Deutschland (GfK)         | 61          |

### Auszeichnungen für Musikverkäufe
Ameno wurde 1997 für mehr als 25.000 Verkäufe in Belgien mit einer Goldenen Schallplatte ausgezeichnet. In Polen erhielt es 1998 für über 100.000 verkaufte Einheiten Platin.
| Land/Region    | Auszeichnungen für Musikverkäufe (Land/Region, Auszeichnung, Verkäufe) | Verkäufe |
| -------------- | ---------------------------------------------------------------------- | -------- |
| Belgien (BRMA) | Gold                                                                   | 25.000   |
| Polen (ZPAV)   | Platin                                                                 | 100.000  |
| Insgesamt      | 1× Gold · 1× Platin ·                                                  | 125.000  |

## Coverversionen
Im Jahr 2001 veröffentlichte DJ Quicksilver eine elektronische Coverversion des Songs. Die Single erreichte unter anderem Platz 18 der deutschen Charts und konnte sich neun Wochen in den Top 100 halten.
Im Juli 2020 veröffentlichte die italienische Techno-DJ Deborah de Luca eine Coverversion unter dem Titel Dori me als erste Singleauskopplung des gleichnamigen Albums.
Die Gesangsgruppe Gregorian veröffentlichte eine Version von Ameno zudem auf ihrem Album Pure Chants im Jahr 2021.